# 林子穎
林子穎（英語：Lam Tze Wing, Nora） ，香港電影導演，成長於傳統女校聖保祿中學，畢業於香港大學文學院比較文學及法文系，以梁天琦為主角的紀錄片《地厚天高》而為人所知。
1995年出生於香港。2013年考入香港大學，同時主修比較文學和法文兩科。在港大就讀時參加香港大學學生會校園電視擔任新聞採訪工作。2014年11月執導了以雨傘運動為題材的19分鐘紀錄片《旺角黑夜》，入圍第二十一屆ifva比賽公開組。2016年完成了第二部同樣以雨傘運動為題材的紀錄片《未竟之路》，片長76分鐘，獲邀在香港獨立電影節放映。2017年6月香港大學畢業。同年11月，執導了其首部紀錄長片《地厚天高》（2017），以其港大同學，也是政治人物的梁天琦為拍攝對象，片長96分鐘。

## 作品
| 年份 | 中文片名                           | 職銜           | 備注                               |
| 2014 | 《旺角黑夜－ 紀錄片》              | 導演           | 電影短片                           |
| 2016 | 《未竟之路》                       | 導演           | 與黃頌朗合導                       |
| 2017 | 《地厚天高》                       | 導演           |                                    |
| 2018 | 華人作家 III：《坐看雲起時》— 李怡 | 導演／旁白     | 香港電台華人作家系列               |
| 2019 | 《全部都係雞》                     | 導演           | 鮮浪潮短片比賽                     |
| 2019 | 《四段四分鐘》                     | 導演           | 電影短片，與黃浩然（Amos Why）合導 |
| 2020 | 《星期日早上》                     | 導演           | 電影短片                           |
| 2021 | 《在觀塘下體現愛的故事》           | 導演、故事創作 | 網台《喱騷》劇集                   |

## 獎項
| 年份 | 頒獎典禮                   | 獎項                     | 片名         | 結果 |
| ---- | -------------------------- | ------------------------ | ------------ | ---- |
| 2017 | 第24屆香港電影評論學會大獎 | 年度推薦電影             | 《地厚天高》 | 獲獎 |
| 2018 | 2018年南方影展             | 評審團特別獎             | 《地厚天高》 | 獲獎 |
| 2018 | 第11屆台灣國際紀錄片影展   | 華人紀錄片獎評審團特別獎 | 《地厚天高》 | 獲獎 |

## 外部連結
- 林子穎在互联网电影资料库（IMDb）上的資料（英文）（英文）